# Znamjanka
Znamjanka (ukrainsk: Зна́м'янка) er en by i Kropyvnytskyj rajon, Kirovohrad oblast (provins) i Ukraine. Den er vært for administrationen af Znamjanka hromada, en af hromadaerne i Ukraine. Byen har i 2021 en befolkning på omkring 21.479..
Den ligger ca. halvvejs mellem det regionale center Kropyvnytskyj (vest), og byerne Oleksandrija (øst) og Svitlovodsk (nord).

## Historie
Znamjanka blev grundlagt i 1869 som en jernbanestation og opkaldt efter den nærmeste landsby grundlagt i 1730 af migranter fra Oryol-provinsen (I dag Znamjanka Druha).
I 1886 boede her 143 mennesker, og i 1913 6 tusinde.
Under den ukrainske uafhængighedskrig 1917-1921 var Znamyanka under kontrol af den ukrainske folkerepublik og republikken Kholodny Yar. i 1920 erobrede den sovjetiske hær byen for tredje gang.
Under Holodomor og den sovjetiske undertrykkelse døde mindst 891 indbyggere i Znamjanka. I 1938 blev status som by givet.
Under Anden Verdenskrig blev byen besat af nazisterne fra 5. august 1941 til 9. december 1943. Nazisterne skød 753 civile, torturerede 188 og tog 1.121 til tvangsarbejde i Tyskland. I skoven i udkanten af byen lå det største centrum for partisanbevægelsen i regionen. Blandt lokale beboere er heltinden Lukiya Stachenko (1879-1973) kendt, en civilist, der hjalp partisanerne og reddede hundredvis af liv fra besætterne.
Efter Anden Verdenskrig blev der bygget en ny banegård i 1952, fem-etagers beboelsesejendomme i 1960'erne, Byens Kulturpalads i 1977 og ni-etagers beboelsesejendomme i 1980'erne.
Under krigen i Donbas (2014-2022) deltog mere end 1.000 indbyggere i Znamyanka i fjendtlighederne, 12 døde, og den centrale gade blev opkaldt efter en af dem (Victor Golyi).
Under fuldskalainvasionen af Ukraine (2022-) blev Znamjanka et tilflugtssted for flere tusinde flygtninge fra den sydøstlige del af landet .

## Galleri
- gyde foran banegården
- centrale gade
- parkere
- Byrådet
- pladsen foran stationen
- bymidte
- jernbane i byen
- Mykola Lysenkos hus
- bue ved indgangen til parken
- kunstobjekt "Jeg elsker Znamjanka"
- monument til Taras Shevchenko